# 45 años
45 Years (titulada en países hispanohablantes como 45 años) es una película británica de drama escrita y dirigida por Andrew Haigh. Su historia está basada en el cuento In Another Country de David Constantine. 
Fue exhibida en la competencia principal del Festival Internacional de Cine de Berlín de 2015, donde sus protagonistas, Charlotte Rampling y Tom Courtenay, ganaron el Oso de Plata como mejor actriz y mejor actor, respectivamente. También fue proyectada en el Festival Internacional de Cine de Toronto y en el Festival de Cine de Telluride. Rampling fue nominada en los Premios Oscar en la categoría de mejor actriz por su interpretación.
La película fue estrenada en el Reino Unido el 28 de agosto de 2015 y los Estados Unidos el 23 de diciembre del mismo año.

## Argumento
La película tiene lugar durante seis días, marcados por intertítulos para los televidentes.
Kate y Geoff Mercer son una pareja de jubilados que cancelan su 40 aniversario de bodas debido a una cirugía cardíaca. Ellos viven en Norfolk en un ambiente cómodo y sin hijos. Cinco años más tarde, planean celebrar su 45 aniversario con docena de amigos y familiares en Assembly House en Norwich.
Una semana antes de la fiesta de aniversario, discuten suavemente la música que se reproducirá. La primera canción de su boda hace 45 años es la elección para el baile de apertura nuevamente. Esta es una canción que siempre le gustó a Geoff. La agradable situación de la pareja es perturbada cuando Geoff abre una carta remitida desde Suiza, diciendo que el cuerpo de Katya, su amante a principios de la década de 1960, ha aparecido en un glaciar derretido donde cayó por una grieta durante una caminata con un guía hace más de cinco décadas. Los recuerdos vuelven rápidamente a él y se da cuenta de que ha olvidado gran parte del idioma alemán que solía conocer y que necesitaría un diccionario para entender todo lo que dice la carta.
Geoff le cuenta a Kate brevemente la aventura que tuvo con Katya en aquellos años. Kate comienza sentir su relación de pareja de forma totalmente diferente por su ignorancia sobre el pasado de Geoff y por la relación que mantuvo antes de conocerla.
Al día siguiente, Kate ayuda a Geoff a encontrar su antiguo diccionario alemán-inglés. Pronto, la conducta de Geoff comienza a mostrar que hay más en su mente de lo que dice. Entre otras cosas, trata de ocultar a Kate que esté comenzando a tomar medidas para volar a Suiza, para que no vea el cuerpo de Katya, que se imagina preservado en el hielo ahora transparente, y que todavía parece juvenil.
Impulsado por Kate, Geoff habla sobre su relación con Katya y los pensamientos evocados por el descubrimiento de su cuerpo. Cuenta a Kate que él y Katya habían fingido estar casados para poder compartir una habitación en los años sesenta más puritanos. Debido a esto, las autoridades suizas lo consideran el pariente más cercano de Katya. Kate está preocupada por la revelación y se da cuenta de que nada estaba funcionando bien en su relación.
A medida que transcurren los días y los preparativos para la fiesta continúan, Geoff continúa de mal humor y comienza a fumar, algo que ambos habían abandonado en el pasado. Una noche, Geoff sube al ático para mirar sus recuerdos de Katya y solo le muestra a Kate una imagen de Katya cuando insiste. Kate comienza a reflexionar sobre toda su vida con Geoff y su posible relación de rebote, incluso comienza a "oler el perfume de Katya" en todas las habitaciones.
Mientras Geoff está fuera en un almuerzo con antiguos compañeros de trabajo, Kate sube la escalera al ático para buscar lo que podría estar guardando allí. Encuentra el álbum de recortes de Geoff lleno de recuerdos de su vida con Katya, incluyendo flores prensadas de su última caminata. También encuentra un proyector de diapositivas, cargado con imágenes de Suiza y de Katya, junto a una pantalla improvisada para verlas. Una diapositiva muestra a Katya con la mano sobre su prominente abdomen, indicando que Katya estaba embarazada en el momento de su muerte.
Kate también vuelve a fumar y, al enterarse de su visita a la agencia de viajes local para preguntar sobre viajes a Suiza, confronta a Geoff sobre su comportamiento reciente con Katya sin revelar lo que ha visto en el ático. Geoff promete que su matrimonio "comenzará de nuevo", lo que comienza sirviéndole té en la cama y preparándole el desayuno a la mañana siguiente.
Asisten a su fiesta de aniversario en el histórico Grand Hall. Kate se ve agasajada, distraída y permanece impasible durante el discurso de Geoff en el que profesa su amor por Kate, mientras dice que "las decisiones que tomamos en nuestra juventud son las más importantes". Se le saltan las lágrimas, como ya predijo la amiga de Kate, Lena, de los hombres en bodas y aniversarios. Kate parece animada fugazmente por la conclusión del discurso. El primer baile se anuncia, que es la misma canción de su boda. Mientras Geoff y Kate bailan, se vuelve cada vez más torpe y rígida. Parece que está pensando en el verdadero significado de la canción, que trata de la pérdida y, por lo tanto, posiblemente asociada con Katya. Cuando la canción termina, Geoff levanta sus manos juntas en el aire pero Kate tira de su brazo hacia abajo. Geoff, aparentemente ajeno, baila lejos de ella, quien recién allí siente que toda su vida junto a Geoff ha sido una farsa sentimental, y solo ha estado en el rol de reemplazante de su verdadero amor.

## Reparto

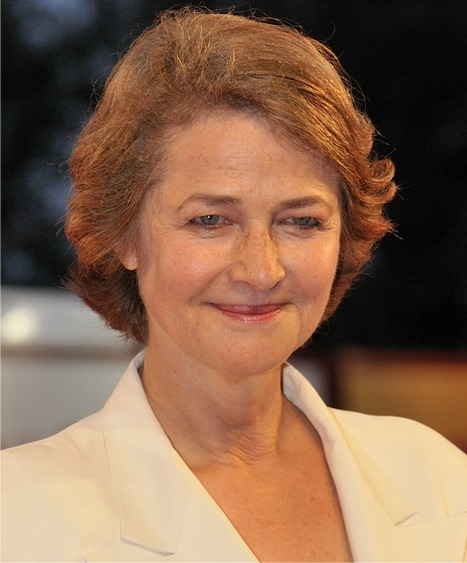
La actriz Charlotte Rampling recibió elogios por la crítica debido a su interpretación. Fue nominada en los Premios Oscar y recibió varios galardones.

| Actor              | Personaje        |
| ------------------ | ---------------- |
| Charlotte Rampling | Kate Mercer      |
| Tom Courtenay      | Geoff Mercer     |
| Geraldine James    | Lena             |
| Dolly Wells        | Charlotte        |
| Max Rudd           | la Maître d'     |
| David Sibley       | George           |
| Sam Alexander      | Chris el cartero |
| Richard Cunningham | Sr. Watkins      |
| Kevin Matadeen     | Camarero         |
| Hannah Chalmers    |                  |

## Recepción
En el sitio web de críticas Rotten Tomatoes, 45 Years obtuvo un 99% de aprobación comprendiendo 72 reseñas profesionales. El consenso del sitio es:

45 Years offers richly thought-provoking rewards for fans of adult cinema -- and a mesmerizing acting showcase for leads Charlotte Rampling and Tom Courtenay.
45 Years ofrece recompensas ricamente provocadoras a los seguidores del cine para adultos y una fascinante actuación de sus protagonistas Charlotte Rampling y Tom Courtenay.

En tanto, en el sitio Metacritic, el filme tuvo 95 puntos contabilizando 21 críticas, lo que significa «ovación universal».
Mark Kermode describió la película como un "examen sutil de la persistencia del pasado y la frágil inestabilidad del presente" en "The Observer" , argumentando que las actuaciones principales "convierten una historia aparentemente cotidiana de un matrimonio en crisis silenciosa en algo bastante extraordinario". Concluye la reseña observando: "Al igual que la toma final de The Long Good Friday , que permanece en el rostro de Bob Hoskins mientras revisita los eventos que lo llevaron a este lamentable momento, 45 años nos muestra el pasado que se materializa en las expresiones de aquellos atrapados en el presente, mirando hacia un futuro incierto".

### Premios y nominaciones
| Premio / Festival de Cine                  | Categoría                              | Nominado/a         | Resultado |
| ------------------------------------------ | -------------------------------------- | ------------------ | --------- |
| Premios Oscar                              | Mejor Actriz                           | Charlotte Rampling | Nominada  |
| Berlin International Film Festival         | Oso de plata al Mejor Actor            | Tom Courtenay      | Ganador   |
| Berlin International Film Festival         | Oso de plata a la Mejor Actriz         | Charlotte Rampling | Ganadora  |
| Berlin International Film Festival         | Oso de oro                             | Andrew Haigh       | Nominado  |
| British Academy Film Awards                | Mejor Película Británica               | 45 Years           | Nominada  |
| British Independent Film Awards            | Mejor película británica independiente | 45 Years           | Nominada  |
| British Independent Film Awards            | Mejor Director                         | Andrew Haigh       | Nominado  |
| British Independent Film Awards            | Mejor Actriz                           | Charlotte Rampling | Nominada  |
| British Independent Film Awards            | Mejor Actor                            | Tom Courtenay      | Nominado  |
| British Independent Film Awards            | Mejor Guion                            | Andrew Haigh       | Nominado  |
| British Independent Film Awards            | Productor del año                      | Tristan Goligher   | Nominado  |
| Boston Society of Film Critics             | Mejor Actriz                           | Charlotte Rampling | Ganadora  |
| Chicago Film Critics Association           | Mejor Actriz                           | Charlotte Rampling | Nominada  |
| Critics' Choice Awards                     | Mejor Actriz                           | Charlotte Rampling | Nominada  |
| Dallas–Fort Worth Film Critics Association | Mejor Actriz                           | Charlotte Rampling | 4to lugr  |
| David di Donatello                         | Mejor Película Europea                 | 45 Years           | Nominada  |
| European Film Awards                       | Mejor Actor Europeo                    | Tom Courtenay      | Nominado  |
| European Film Awards                       | Mejor Actriz Europea                   | Charlotte Rampling | Ganadora  |
| European Film Awards                       | Mejor guion                            | Andrew Haigh       | Nominado  |
| London Film Critics' Circle                | Película del año                       | 45 Years           | Nominada  |
| London Film Critics' Circle                | Película británica o irlandesa del año | 45 Years           | Ganadora  |
| London Film Critics' Circle                | Director del año                       | Andrew Haigh       | Nominado  |
| London Film Critics' Circle                | Actriz del año                         | Charlotte Rampling | Ganadora  |
| London Film Critics' Circle                | Actor del año                          | Tom Courtenay      | Ganador   |
| London Film Critics' Circle                | Actriz británica o irlandesa del año   | Charlotte Rampling | Nominada  |
| Los Angeles Film Critics Association       | Mejor actriz                           | Charlotte Rampling | Ganadora  |
| National Board of Review Awards            | Top 10 películas independientes        | 45 Years           | Ganadora  |
| National Society of Film Critics           | Mejor Actriz                           | Charlotte Rampling | Ganadora  |
| New York Film Critics Online               | Top 10 películas                       | 45 Years           | Ganadora  |
| Online Film Critics Society                | Mejor actriz                           | Charlotte Rampling | Nominada  |
| San Diego Film Critics Society             | Mejor actriz                           | Charlotte Rampling | Nominada  |
| San Francisco Film Critics Circle          | Mejor Actriz                           | Charlotte Rampling | Nominada  |
| San Francisco Film Critics Circle          | Mejor Guion adaptado                   | Andrew Haigh       | Nominado  |
| Festival de Valladolid                     | Mejor Actriz                           | Charlotte Rampling | Ganadora  |